# 右院
右院（ういん）は、明治初期において太政官に置かれた機関。1871年（明治4年）に正院・左院と共に設けられ、各省間の政策調整を担った。1875年（明治8年）に廃止された。

## 概要
1871年（明治4年）7月29日）の「太政官職制」により、太政官に正院・左院・右院の三院が置かれた（太政官三院制）。正院は太政大臣・納言（後の改正で左右大臣）・参議等で構成される中枢機関、左院は議長以下の議員で構成される立法機関であり、右院は各省の長官（卿）と次官（大輔）で構成される審議・調整を行う機関である。従来の二官六省制でそれぞれの省庁の意見が対立した反省に基づき、各省庁の政策の連絡調整を担う機関として設けられた。
右院の決定事項は正院の裁決事項として位置づけられるなど、正院に比してその権限は弱かった。また大蔵省の権限は省庁の中でも突出していたため、しばしば右院の機能不全の原因となった。
1875年（明治8年）4月4日に立憲政体の詔書（明治8年4月14日太政官第58号布告）が発布されるとともに、同日の太政官第59号布告により立法機関の元老院と司法機関の大審院が設置され、同時に左院・右院が廃止された。